# Jan Keizer (Schiedsrichter)

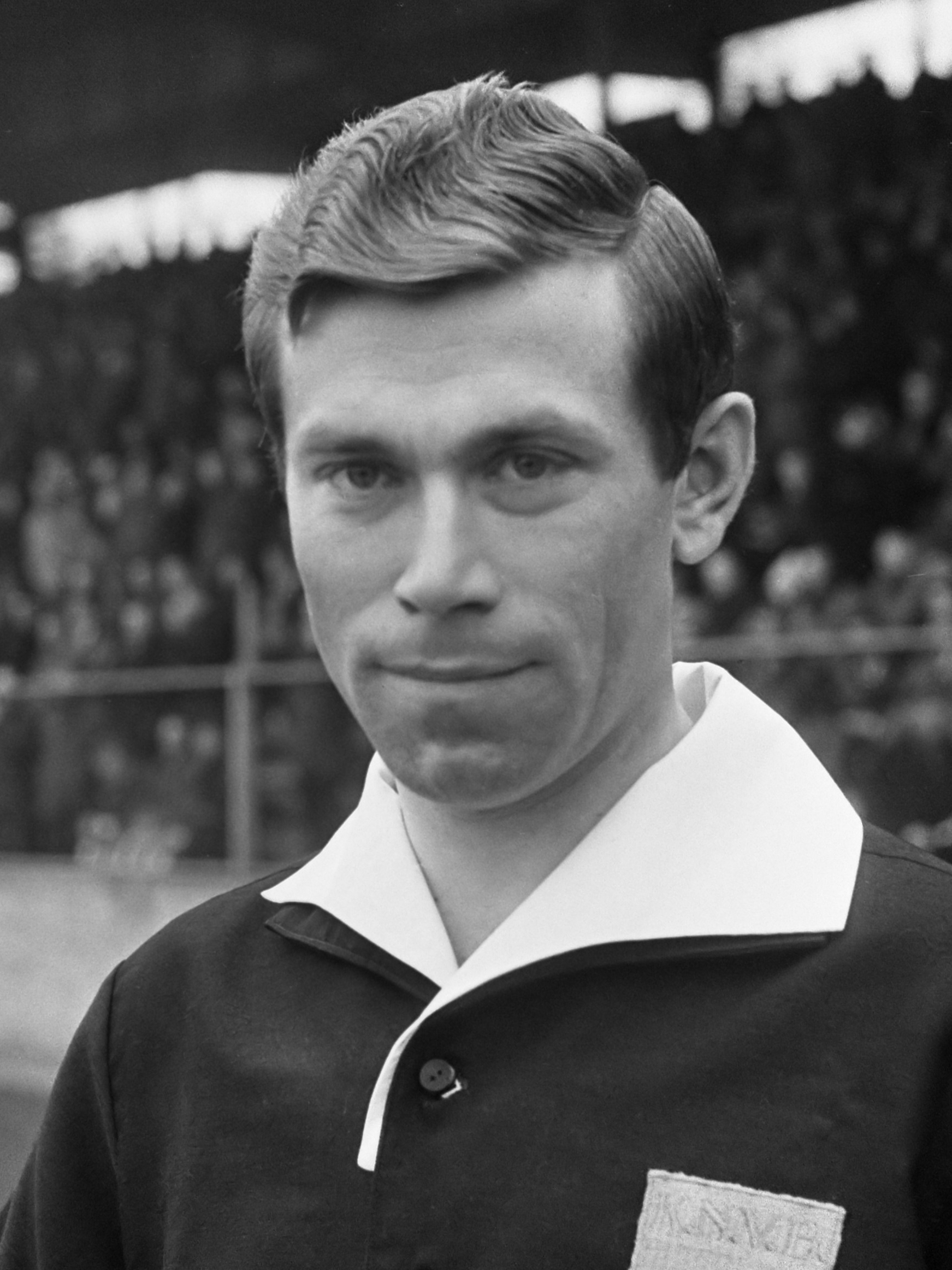
Jan Keizer (1968)

Johannes „Jan“ Nicolaus Ignacius Keizer (* 6. Oktober 1940 in Volendam; † 18. November 2024) war ein niederländischer Fußballschiedsrichter.

## Sportlicher Werdegang
Keizer leitete ab 1965 als einer der jüngsten Unparteiischen in der Geschichte der Liga Meisterschaftsspiele in der Eredivisie und rückte Anfang der 1970er Jahre auf die UEFA- und FIFA-Schiedsrichterlisten, so dass er Europapokal- und Länderspiele leitete. Im Mai 1974 pfiff er sein erstes A-Länderspiel, Argentinien gewann darin dank eines Treffers von Mario Kempes ein Freundschaftsspiel im Parc des Princes gegen Frankreich. 
Nachdem Keizer in den folgenden Jahren Qualifikationsspiele für die Europameisterschaft 1980, die Olympischen Sommerspiele 1980 und die Weltmeisterschaft 1982 sowie bei der Junioren-Weltmeisterschaft 1983 gepfiffen hatte, musste er bis zur Europameisterschaft 1984 auf eine Endrundenteilnahme im Erwachsenenbereich warten – lange Zeit hatte er im Schatten seines 1983 in Ruhestand gegangenen Landsmanns Charles Corver gestanden, der als führender Schiedsrichter der Niederlande galt. Nach der EM-Endrunde, bei der er das Gruppenspiel zwischen Deutschland und Rumänien geleitet hatte, gehörte er zum acht Schiedsrichter umfassenden UEFA-Aufgebot für die Olympischen Sommerspiele 1984. Nach zwei Gruppenspielen wurde ihm das Finalspiel angetragen, vor über 100.000 Zuschauern im Rose Bowl Stadium holte Frankreich die Goldmedaille. Bei der Weltmeisterschaft 1986 pfiff er unter anderem das Achtelfinalspiel zwischen Spanien und Dänemark.
Auch auf Vereinsebene war Keizer bei bedeutenden Spielen unterwegs. Im UEFA-Pokal 1987/88 pfiff er das Final-Rückspiel, Bayer 04 Leverkusen holte eine 0:3-Hinspielniederlage gegen Español Barcelona auf und holte im anschließenden Elfmeterschießen den Titel. Auch auf nationaler Ebene wurde er zweimal mit dem Endspiel um den KNVB-Pokal betraut. Im Wettbewerb 1978/79 kam er nach einem Remis im von Gerard Jonker geleiteten Finale zwischen Ajax Amsterdam und FC Twente ’65 im Wiederholungsspiel  zum Einsatz. Im Wettbewerb 1982/83 leitete er nach einer zwischenzeitlichen Änderung im Modus das Rückspiel zwischen NEC Nijmegen und Ajax Amsterdam, das Hinspiel  hatte Henk Weerink gepfiffen. Nach 385 Spielen in der Eredivisie beendete er 1989 aus Altersgründen seine aktive Schiedsrichterlaufbahn.
Am 18. November 2024 verstarb er nach langjähriger Krankheit im Alter von 84 Jahren.